# Steinbüchse des Petrus Abbuson

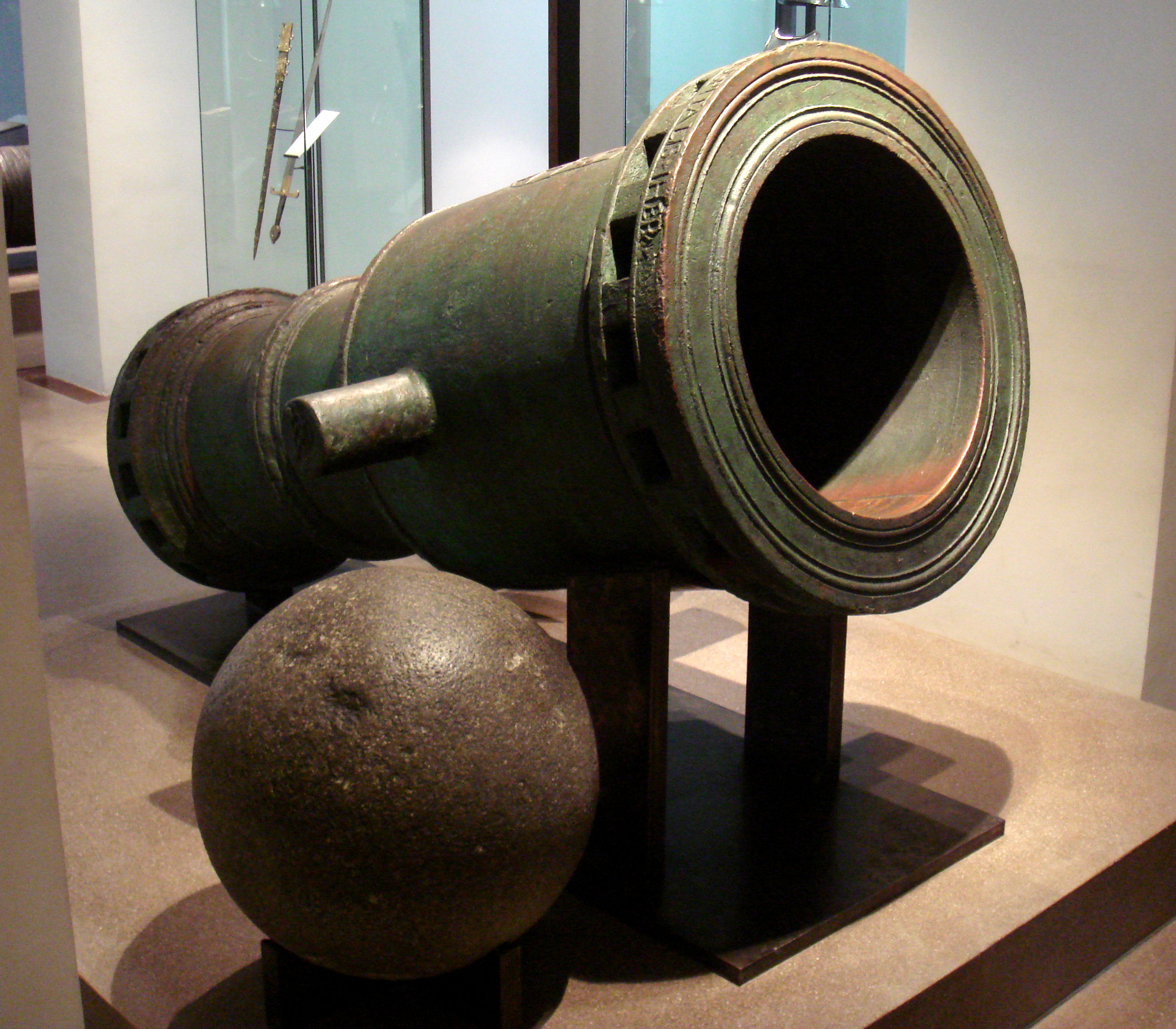
Steinbüchse des Petrus Abbuson im Musée de l’Armée

Die Steinbüchse des Petrus Abbuson ist ein mittelalterliches Riesengeschütz und Ausstellungsstück im Musée de l’Armée in Paris.

## Beschreibung
Das Geschütz ist eine Steinbüchse, die von Petrus Abbuson (auch Pierre d’Aubusson) in Auftrag gegeben wurde und um 1480 in zwei Teilen gefertigt wurde. Es zählte zur Bewaffnung der Johanniter auf Rhodos. Das Geschütz befindet sich als Ausstellungsstück im Pariser Musée de l’Armée.
Das Rohr besteht aus Bronze und ist in einen weiten Flug mit schmalerer Pulverkammer untergliedert. Seitlich sind zwei Schildzapfen zur Einbettung in eine Lafette angebracht.
Die Gesamtlänge beträgt 190 cm, die Kammerlänge 80 cm. Ehemals konnte das Geschütz Steinkugeln von 45 cm Durchmesser und etwa 124 kg Gewicht verschießen.